# Нуризаде, Зия Сонгюлен
Нуризаде Зия Сонгюлен (род. 9 сентября 1886, Стамбул — 21 сентября 1936, Стамбул) — один из основателей спортивного клуба «Фенербахче», правнук Салихи-султан.

## Биография
Родился в Стамбуле 9 сентября 1886 года, в хорошо образованной семье. Совместно с Неджип-беем и Айетуллах-беем, Зия Сонгюлен создал «Фенербахче» и в 1907—1908 годах занимал должность его первого президента. Он также играл на позиции правого защитника в клубе. Зия окончил колледж Сент-Джозеф в 1903 году и купил землю, на которой сейчас расположен стадион «Шюкрю Сараджоглу» за 17 османских золотых монет. Зия был светловолосым, голубоглазым, со смуглой кожей, высокого роста, за это в кругу друзей его называли «Слон Зия».
Зия Сонгюлен скончался 21 августа 1936 года в результате кровоизлияния в мозг. Похоронен на Ашиянском кладбище.